# Block 10 (Halle-Neustadt)

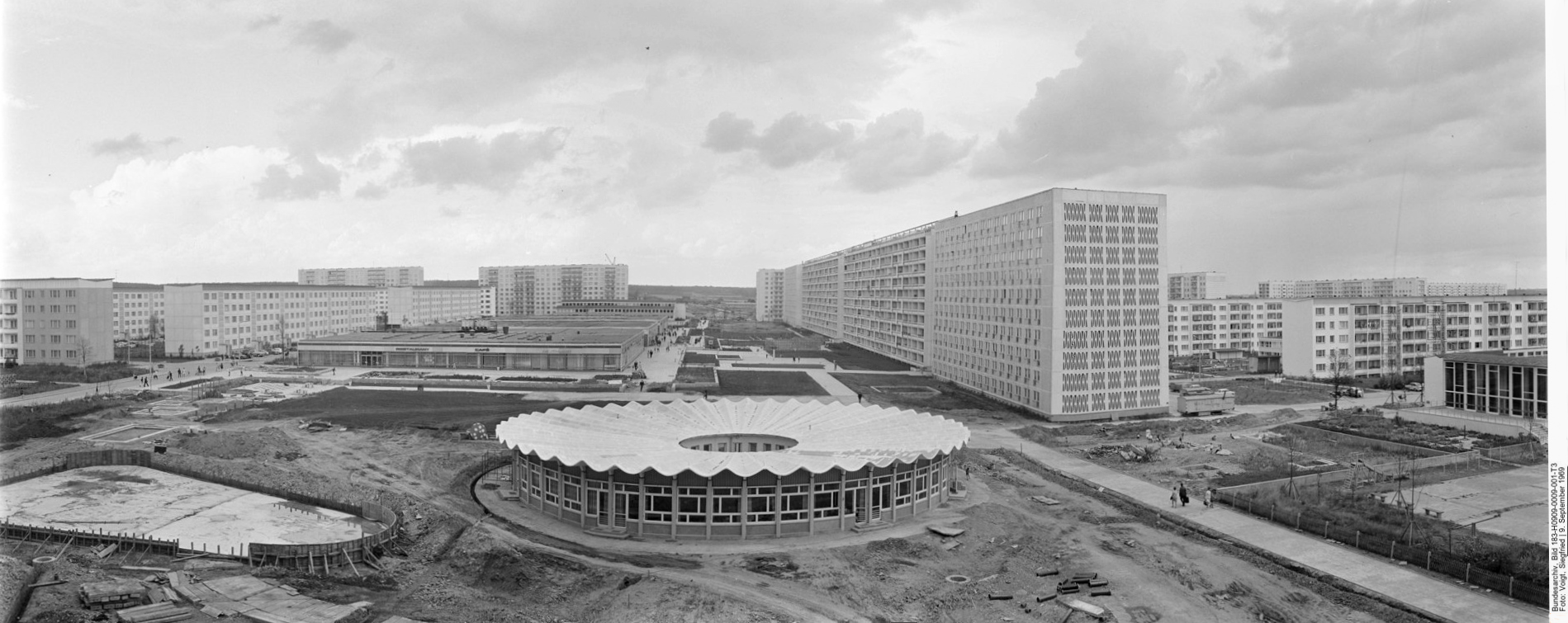
Halle-Neustadt, Wohnblock 10 mit Kindergarten im Vordergrund, 1969

Der Block 10 ist ein 1967 in Plattenbauweise errichtetes Wohngebäude in der damaligen Stadt Halle-Neustadt. Es handelt sich um das größte in der DDR errichtete Wohnhaus.

## Lage
Das Gebäude erstreckt sich, beginnend nahe der zentralen Durchgangsstraße An der Magistrale, in Nord-Süd-Richtung zwischen den Stadtteilen Westliche Neustadt und Südliche Neustadt. Dem mittleren und südlichen Teil des Block gegenüber befindet sich das zu DDR-Zeiten als zentrale Versorgungseinrichtung des Wohnkomplexes gebaute „Gastronom“ (Einzelhandel und Kleingewerbe).

## Bau des Gebäudes
Für Deutschlands größte Neubaustadt, Halle-Neustadt, wurde 1965 eigens das Plattenwerk Halle-Neustadt, das offiziell VEB Vorfertigung Halle hieß und zum Wohnungsbaukombinat Halle gehörte, errichtet. Bestehend aus 23.000 Elementen wurde der Block 10 in der Zeit von 20. Januar bis 31. Juli 1967 gebaut.

## Umfang und Nutzung
Das zehnstöckige Gebäude ist 380 Meter lang und besteht aus 320 Mehrzimmer- und 536 Einraumwohnungen. In Spitzenzeiten hatte das Gebäude etwa 3.000 Bewohner. Ein Dachgarten wurde angelegt, einige Räume zu einer Kinderkrippe mit 160 Plätzen ausgebaut; am Südende wurde ein Pflegeheim eingerichtet. Um den Fußgängern große Umwege zu ersparen, wurden drei Durchgänge im Gebäude angelegt.

## Bezeichnung
Das als „Block 10“ (Spitzname: Weißer Riese) errichtete Gebäude erhielt nach weiterem Ausbau des Viertels die Blocknummern 618 bis 621. Seit der Wende lautet die Adresse Zerbster Straße 25–43.